# Szara Kamienica w Krakowie
Szara Kamienica – zabytkowa kamienica znajdująca się w Krakowie, w dzielnicy I przy Rynku Głównym 6, na rogu z ulicą Sienną 1, na Starym Mieście.

## Historia
Od XIII wieku zaczął się kształtować gmach z obszerną sienią (zachowany piętnastowieczny strop) i parą pomieszczeń nakrytych sklepieniami żebrowymi. Po połączeniu z sąsiednim budynkiem już na przełomie XIV i XV w. był to gmach bardzo duży. Drugie piętro pałacu kamienicy zbudowano w XV w. Na przełomie XV i XVI w. dom był własnością zamożnej kupieckiej rodziny Krupków. Z ostatnią fazą średniowieczną wiązać należy zachowaną szczątkowo polichromię w górnej części ścian przedostatniego parterowego pomieszczenia od ulicy Siennej.  
W połowie XVI wieku na skrzydle od strony rynku zbudowano attykę. Do 1592 roku własność kupiecka, potem od 1598 roku w rękach Zebrzydowskich. W początku XVII wieku przebudowana na pałac w stylu barokowym. W 1673 r. kamienica przeszła z rąk Zebrzydowskich, do kresowego rodu Czartoryskich; Anna Zebrzydowska, córka wojewody krakowskiego Michała, wyszła za mąż za Jana Karola Czartoryskiego (zm. 1680), a ten po ślubie przeniósł się z rodowego Korca na Wołyniu do województwa krakowskiego i tu piastował lokalne urzędy ziemskie. Kamienicę Szarą otrzymał w spadku syn z drugiego małżeństwa (z Heleną Konopacką) Józef Czartoryski, chorąży litewski, zmarły w 1750 r. Ostatnim z Czartoryskich związanym z kamienicą był Stanisław Kostka, łowczy wielki koronny, zmarły w 1766 r. Pałacowy charakter zrujnowanemu budynkowi przywróciła modernizacja przeprowadzona w latach pięćdziesiątych XVIII w. dla Stanisława Kostki Czartoryskiego. Prace budowlane prowadził, według „wcześniej wygotowanego abrysu”, magister Józef Chrzanowski (vel Krzanowski). Od ich zakończenia na początku lat sześćdziesiątych XVIII w. istotniejszych zmian w budynku już nie było, nawet podczas przebudowy w latach 1909-1912 dla rodziny Feintuchów. 
W XVIII wieku w rękach rodziny Żeleńskich. W latach 1747–1772 mieszkał tutaj Marcin Oracewicz, a w 1787 Żeleńscy wydali obiad na cześć króla Stanisława Augusta Poniatowskiego.
Na fasadzie kamienicy znajdują się dwie pamiątkowe tablice. Jedna informuje o mieszczącym się tutaj sztabie Tadeusza Kościuszki w czasie powstania w 1794, a druga o kwaterze Rządu Narodowego w czasie powstania krakowskiego w 1846.
W 1853 właścicielem kamienicy został Stanisław Feintuch, który zmienił nazwisko na Szarski (od nazwy kamienicy) i otworzył w gotyckiej sali na parterze kamienicy od strony Rynku Głównego sklep oraz hurtownię w podwórzu. Początkowo firma miała bardzo szeroki asortyment, sprzedawano wszystko: kawę, cegły, chleb, lakiery, z czasem firma przekształciła się w znany sklep kolonialny „Szarski i Syn”. Zmierzch firmy „Szarski i syn” rozpoczął się podczas II wojny światowej, gdy Niemcy usunęli ją z frontowych pomieszczeń kamienicy. Na trzy lata przed jubileuszem 100-lecia, w 1950, powojenni właściciele Jan Szarski i Stanisław Szarski zdecydowali o zamknięciu firmy z powodu narzuconych, gigantycznych, nieuzasadnionych podatków, tzw. „domiarów”. Przed II Wojną Światową w kamienicy znajdował się lokal Stronnictwa Narodowego i Młodzieży Wszechpolskiej. W 1888 roku usunięto dach pogrążony.
Na zlecenie Henryka Szarskiego w latach 1907-1913 kamienicę odnowiono i przebudowano, nie zmieniając jednak jej wyglądu zewnętrznego. Wnętrze sklepu i polichromię pokrywającą sklepienie zaprojektował i wykonał Józef Mehoffer. W 2009 polichromia została poddana zabiegom konserwatorskim. Kamienica zachowała kolumnowy portal z XVII w., gotyckie krzyżowo-żebrowe polichromowane sklepienie na parterze, a na piętrach stropy drewniane kasetonowe oraz podciągi drewniane ozdobione polichromiami.
Kamienica została wpisana do Rejestru Zabytków Krakowa w 1936.
Obecnie Szara Kamienica jest własnością Fundacji „Grey House Szara Kamienica”, która powstała na początku lat 90. XX w. z myślą o restauracji tego zabytkowego kompleksu. Fundacja przeprowadziła generalny remont budynku. Budynek mieści obecnie powierzchnie biurowe (np. British Council) i mieszkalne, na parterze zaś od strony Rynku znajduje się restauracja „Szara”, a od strony ul. Siennej – butiki.
Nazwa „Szara Kamienica” zaczęła być stosowana w latach 30. XVII wieku.
23 listopada 1936 kamienica została wpisana do rejestru zabytków. Znajduje się także w gminnej ewidencji zabytków.